# Classe S (sommergibile Italia 1942)
La classe S del 1942 doveva essere una classe di 9 sommergibili della Regia Marina, composta da U-Boot tipo VII-C, un sommergibile atlantico tedesco della classe U-Boot, caratterizzato da una buona manovrabilità e da una rapida immersione.

## Storia
Nell'aprile del 1943 venne stipulato tra l'Italia e la Germania un accordo per la fornitura alla Regia Marina di 9 sommergibili Tipo VII-C; In cambio l'Italia avrebbe ceduto 9 sommergibili tra quelli oceanici presenti alla base di Bordeaux (Betasom) per venire in seguito modificati dalla Kriegsmarine come battelli da trasporto.
All'inizio di settembre del 1943 alcune unità erano quasi pronte in vista del trasferimento alle basi operative in territorio francese ma l'armistizio  da parte italiana fece decadere l'accordo e i sommergibili vennero ripresi in consegna dalla Kriegsmarine.
Nessuno dei battelli del lotto effettuò missioni di guerra per la Regia Marina.

## Unità
| Nome battello | Designazione precedente | Cantiere di costruzione | Data di consegna | Comandante              | Destino finale                                                         |
| ------------- | ----------------------- | ----------------------- | ---------------- | ----------------------- | ---------------------------------------------------------------------- |
| S.1           | U 428                   | Danziger Werft Danzica  | 26.06.1943       | c.c. Athos Fraternale   | Autoaffondato il 04.05.1945 nel canale di Kiel                         |
| S.2           | U 746                   | Schichau-Werke Danzica  | 04.07.1943       | t.v. Augusto Biagini    | Danneggiato da bombardamento aereo, autoaffondato nel golfo di Gelting |
| S.3           | U 747                   | Schichau-Werke Danzica  | 17.07.1943       | t.v. Roberto Rigoli     | Perduto per bombardamento aereo USAAF l'8.05.1945 ad Amburgo           |
| S.4           | U 429                   | Danziger Werft Danzica  | 14.07.1943       | t.v. Angelo Amendolia   | Perduto per bombardamento aereo RAF il 30.03.1945 a Wilhelmshaven      |
| S.5           | U 748                   | Schichau-Werke Danzica  | 31.07.1943       | c.c. Mario Arillo       | Autoaffondato il 03.05.1945 a Rendsburg                                |
| S.6           | U 430                   | Danziger Werft Danzica  | 04.08.1943       | t.v. Mario Rossetto     | Perduto per bombardamento aereo RAF il 30.03.1945 a Brema              |
| S.7           | U 749                   | Schichau-Werke Danzica  | 14.08.1943       | t.v. Alberto Longhi     | Perduto per bombardamento aereo USAAF il 04.04.1945 a Kiel             |
| S.8           | U 1161                  | Danziger Werft Danzica  | 25.08.1943       | t.v. Federico De Siervo | Autoaffondato il 04.05.1945 a Flensburgo                               |
| S.9           | U 750                   | Schichau-Werke Danzica  | 26.08.1943       | t.v. Emerico Siriani    | Autoaffondato il 05.05.1945 a Flensburgo                               |